# Estrecho Clarence
El estrecho Clarence (en inglés, Clarence Strait), inicialmente «estrecho del duque de Clarence» (Duke of Clarence Strait), es un estrecho marino localizado en el archipiélago Alexander, en el sureste de Alaska, en los Estados Unidos. 

## Geografía
El estrecho separa la isla Príncipe de Gales, en el lado oeste, de las islas de Duke, Annette, Revillagigedo, Gravina,  Etolin y  Zarembo, en el lado este. El estrecho Clarence tiene unos 203 km de largo y se extiende desde la entrada Dixon, al sur, hasta el estrecho Sumner, en el norte.
Desde el estrecho, en dirección norte, se puede acceder al estrecho Felice (entre las islas Duke y Annette), al pasaje Nichols (entre las islas Annette y Gravina), al canal de Behm (entre la isla de Revillagigedo y el continente), al Ernest Sound (entre el continente y la isla Etolin) y al estrecho Stikine (entre las islas Etolin y Zarembo).

## Historia
El estrecho Clarence fue nombrado en 1793 por el capitán británico George Vancouver en honor del príncipe William IV, duque de Clarence. El navegante español Jacinto Caamaño, que había explorado la región un año antes que Vancouver, también había nombrado el estrecho, como «Entrada de Nuestra Señora del Carmen».
Los faros de la isla de la Guardia y de Lincoln Rocks, ambos ubicados en el estrecho Clarence, fueron una importante ayuda a la navegación en la zona del estrecho de Clarence en la era pre-automatizada. 